# 바싹강

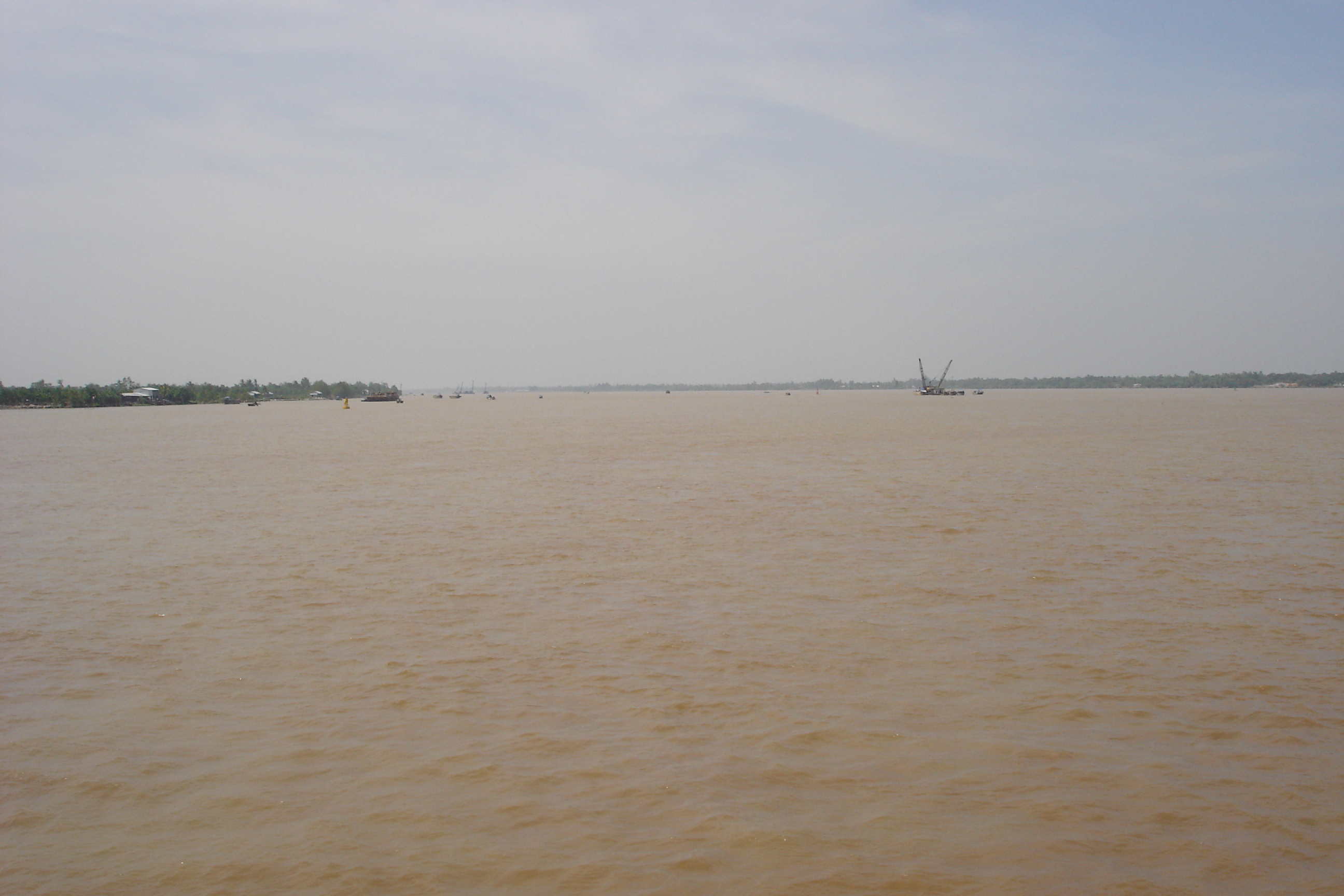
하우강 인근의 껀터, 베트남

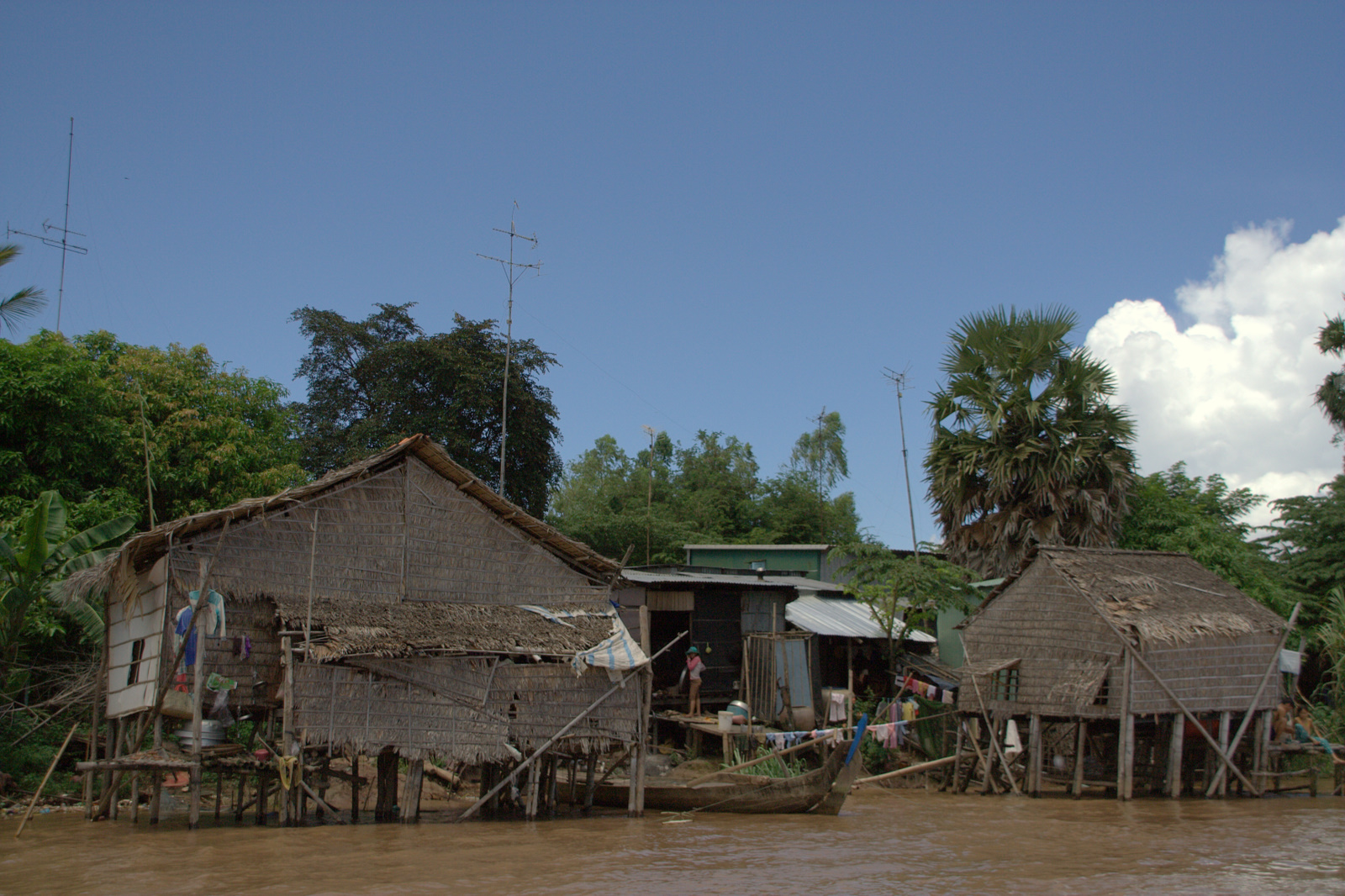
캄보디아 바싹강을 따라 있는 주거지

바싹강(Bassac River)은 캄보디아에서는 똔레 바싹(Tonle Bassac)이라고 부르며, 베트남에서는 허우강이라고 부르는 톤레사프호와 메콩강의 지류이다.
이 강은 캄보디아 프놈펜에서 시작하여, 남쪽으로 흘러가 베트남 국경 차우득 근처로 흘러 베트남에서는 이 강을 허우장(Hậu Giang / 後江)으로 부른다. 이 바싹강은 현지에 사는 사람들에게 인기있는 수로 교통 수단이며, 두 나라 간 물품을 유통하는 통로가 되기도 한다.
프놈펜에서는 모니봉 다리가 걸쳐 있다.